# Cordillère Centrale (Porto Rico)
Pour les articles homonymes, voir Cordillère Centrale.
La cordillère Centrale (en espagnol : cordillera Central) est le massif montagneux qui traverse d'ouest en est l'île de Porto Rico dans les Caraïbes. Son sommet le plus élevé est le Cerro de Punta avec 1 328 m d'altitude.

## Géographie

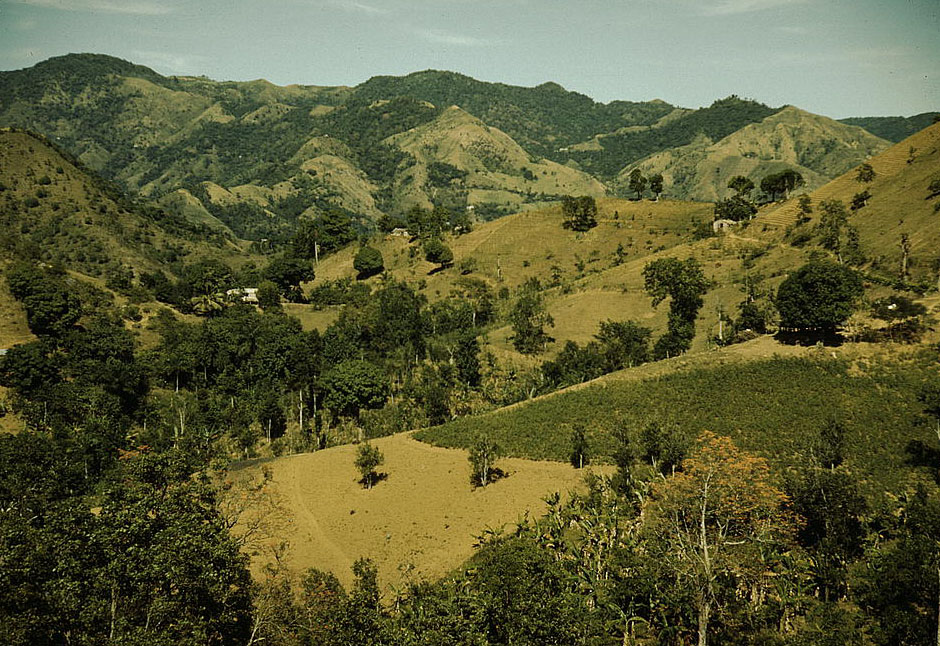
La cordillère Centrale à Corozal.

Orientée ouest-est, la cordillère Centrale traverse sur 90 km Porto Rico en son centre et définit deux plaines côtières au nord et au sud de l'île. Elle débute à l'ouest dans la municipalité d'Aibonito et va à l'est jusqu'à Maricao où elle se prolonge par la sierra de Cayey et plus au nord-est par la sierra de Luquillo.

### Principaux sommets
Les principaux sommets au-dessus de 1 000 m sont :
- Cerro de Punta (1 328 m), point culminant de Porto Rico
- Mont Jayuya (1 296 m)
- Cerro Rosa (1 263 m)
- Piedra Blanca (1 232 m)
- Cerro Maravilla (1 207 m)
- Mont Guilarte (1 199 m)
- Tres Picachos (1 187 m)
- Cerro Saliente (1 172 m)
- Mont Membrillo (1 091 m)
- Cerro El Bolo (1 075 m)
- El Toro (1 059 m)
- Cerro Doña Juana (1 058 m)

## Zones protégées
- Forêt nationale d'El Yunque (dans la sierra de Luquillo)
- Forêt d'État de Guánica (sur le versant sud-ouest de la cordillère)